# هتاتال
هتاتال (به زبان نورس باستان: Háttatal) به معنی وزن شعر متشکل از ۲۰٬۰۰۰ لغت، پس از اسکالدزکاپارمال، آخرین بخش از مجموعه متون ادای منثور اثر مورخ و سیاست‌مدار ایسلندی اسنوری استورلوسون است. این بخش مجموعه‌ای از تعاریف، همراه با توصیف‌های فنی و مثال‌هایی از اشکال گوناگون و پیچیدهٔ سطر و مسمط است که شاعران اولیهٔ دربار اسکاندیناوی به کار می‌‌برده‌اند. اسنوری در بیشتر موارد از ترکیبات خودش استفاده می‌کند، که نمونه‌ای از انواع قالب‌های شعری است که در اشعار نورس باستان استفاده می‌شود. اسنوری رویکردی تجویزی و همچنین توصیفی را در پیش گرفت؛ او مطالب را سامان بخشید و اغلب به این مسئله اشاره داشت که «شاعران قدیمی همیشه از قوانین او پیروی نمی‌کردند». هتاتال شعری در ۱۰۲ بند و تکیهٔ در آن، بر تعداد هجا در هر بیت می‌باشد که به سه بخش تقسیم شده است (kvæ›i)، که نمونه‌ای از انواع شعرهای موجود در دسترس شاعران اسکاندیناوی در سدهٔ سیزدهم میلادی است، همراه با یک تفسیر منثور که ویژگی‌های اصلی هر قالب بیت را نشان می‌دهد.
محتوای شعر ستایش به سبک سنتی اسکالدیک از هاکون چهارم نروژ، پادشاه نروژ بین سال‌های ۱۲۱۷ تا ۱۲۶۳ میلادی، و نایب‌السلطنه و پدر زن آینده‌اش اِرل اسکولی (حدوداً ۱۱۸۸/۹–۱۲۴۰)، به دلیل سخاوت و دلاوری آن‌ها در نبرد است.